# فريدريك شميت
فريدريك شميت (بالنرويجية البوكمول: Frederik Schmidt)‏ هو عالم عقيدة وكاتب يوميات وشاعر وسياسي نرويجي ودانمركي، ولد في 27 مايو 1771 في الدنمارك، وتوفي في 16 فبراير 1840 في الدنمارك. انتخب عضو برلمان النرويج ‏.